# بیردیک (شهرستان ایسیق‌آتا)
بیردیک (به قرقیزی: Бирдик، بئردىك) یک منطقهٔ مسکونی در قرقیزستان است که در شهرستان ایسیق‌آتا واقع شده‌است. بیردیک ۲٬۱۷۱ نفر جمعیت دارد و ۶۶۶ متر بالاتر از سطح دریا واقع شده‌است.